# Zinibéogo
Zinibéogo est une localité située dans le département de Pensa de la province du Sanmatenga dans la région Centre-Nord au Burkina Faso. Elle présente la particularité d'abriter l'une des dernières communautés parlant le silanka.

## Géographie
Divisé en plusieurs centres d'habitations, Zinibéogo est situé à 22 km au nord-est du chef-lieu du département Pensa et à environ 70 km au nord-est de Barsalogho. Le village intègre administrativement celui d'Imsélé situé 5 km au nord-est.

## Histoire
Le village présente la particularité d'abriter – avec les localités voisines de Ouapaci et Bagkiemdé notamment – les dernières populations du pays de l'ethnie silanko parlant le silanka (une langue soninké), regroupant seulement six cents locuteurs en 2009.
Depuis 2015, le nord de la région Centre-Nord est soumis à des attaques djihadistes terroristes récurrentes entrainant des conflits entre les communautés Peulh et Mossi, une grande insécurité dans les villages du département et des déplacements internes de populations vers les camps du sud de la province à Barsalogho et Kaya,.
En avril 2019 à la suite du massacre de Yirgou survenu quelques mois plus tôt dans le nord du département voisin de Barsalogho, une partie de la population de Zinibéogo (ainsi que celle de Mognaba, Raogo et de Ouapaci) fuit la zone d'insécurité et trouve refuge dans des camps de déplacés internes à Pensa.

## Économie
Basée sur l'agro-pastoralisme, l'économie de Zinibéogo repose également sur l'activité de son marché, l'un des plus importants du secteur.

## Éducation et santé
Zinibéogo accueille un centre de santé et de promotion sociale (CSPS) tandis que le centre médical avec antenne chirurgicale (CMA) se trouve à Barsalogho et que le centre hospitalier régional (CHR) est à Kaya.
Zinibéogo possède une importante école primaire publique.